# Туризм в Москве

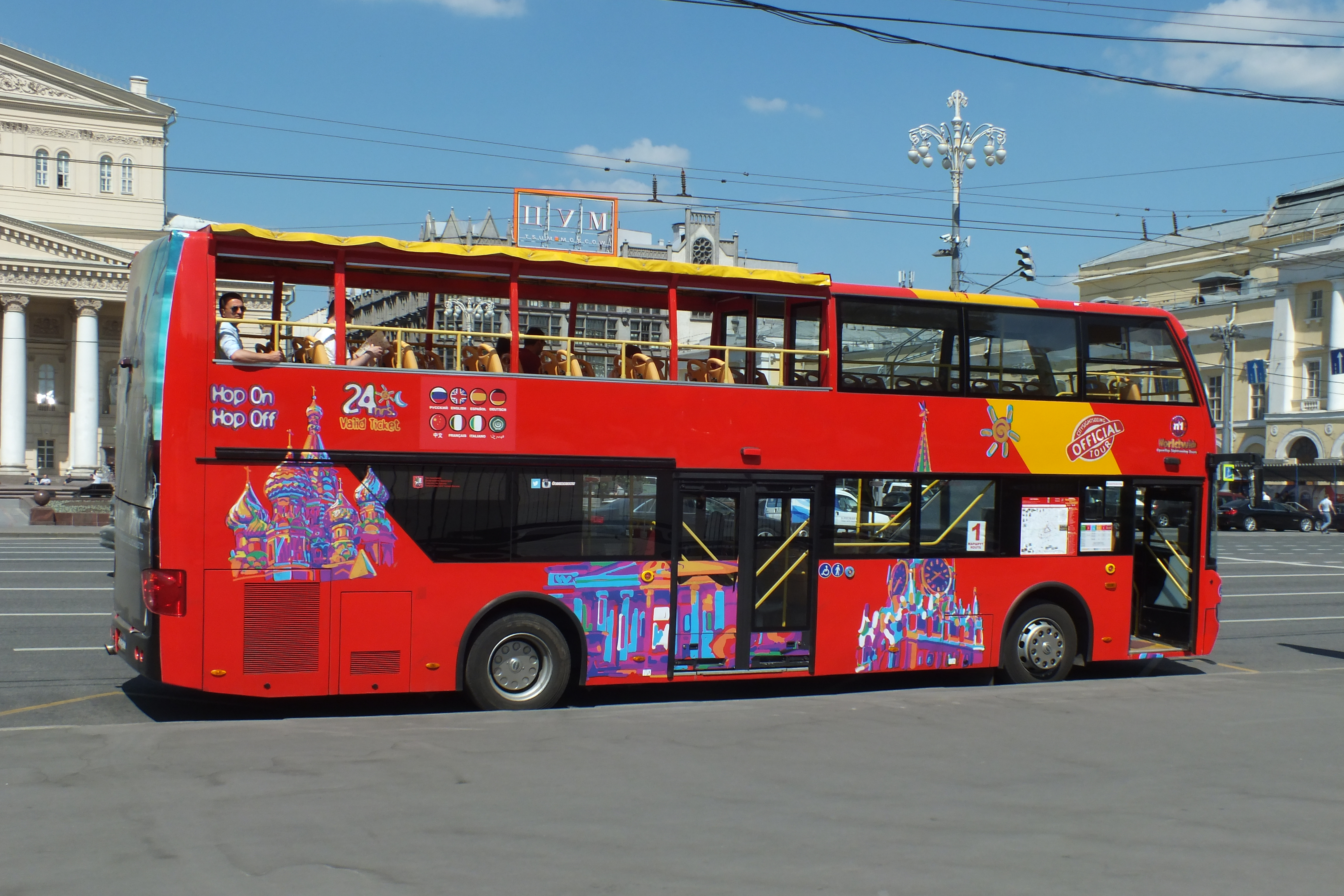
Двухэтажный экскурсионный автобус около Театральной площади в 2014 году

Туризм в Москве играет  существенную роль в экономике московского мегаполиса. Туристический бизнес, связанный с приёмом гостей из России и зарубежных стран, а также связанная с этим экономическая активность в сфере обслуживания является важной отраслью экономики города, а также тесно связан с туристическим сектором экономики Московской области, на территории которой расположены аэропорты и многие достопримечательности Золотого кольца.
Город является важным объектом как внутрироссийского, так и международного туризма, что превышает постоянное население города. Интерес к достопримечательностям Москвы проявляют также и жители города, значительная часть которых оказывается прямо или косвенно вовлечена в его туриндустрию: в 2009 году индекс-мультипликатор туристического сектора Москвы составил 5,39 раза, то есть каждый рубль расходов туристов создавал 5,39 рубля в других секторах экономики города. Туриндустрия Москвы обеспечивает развитие других 53 отраслей экономики. А совокупный вклад туризма в ВРП Москвы за 2019 год составил $5,4 млрд. 

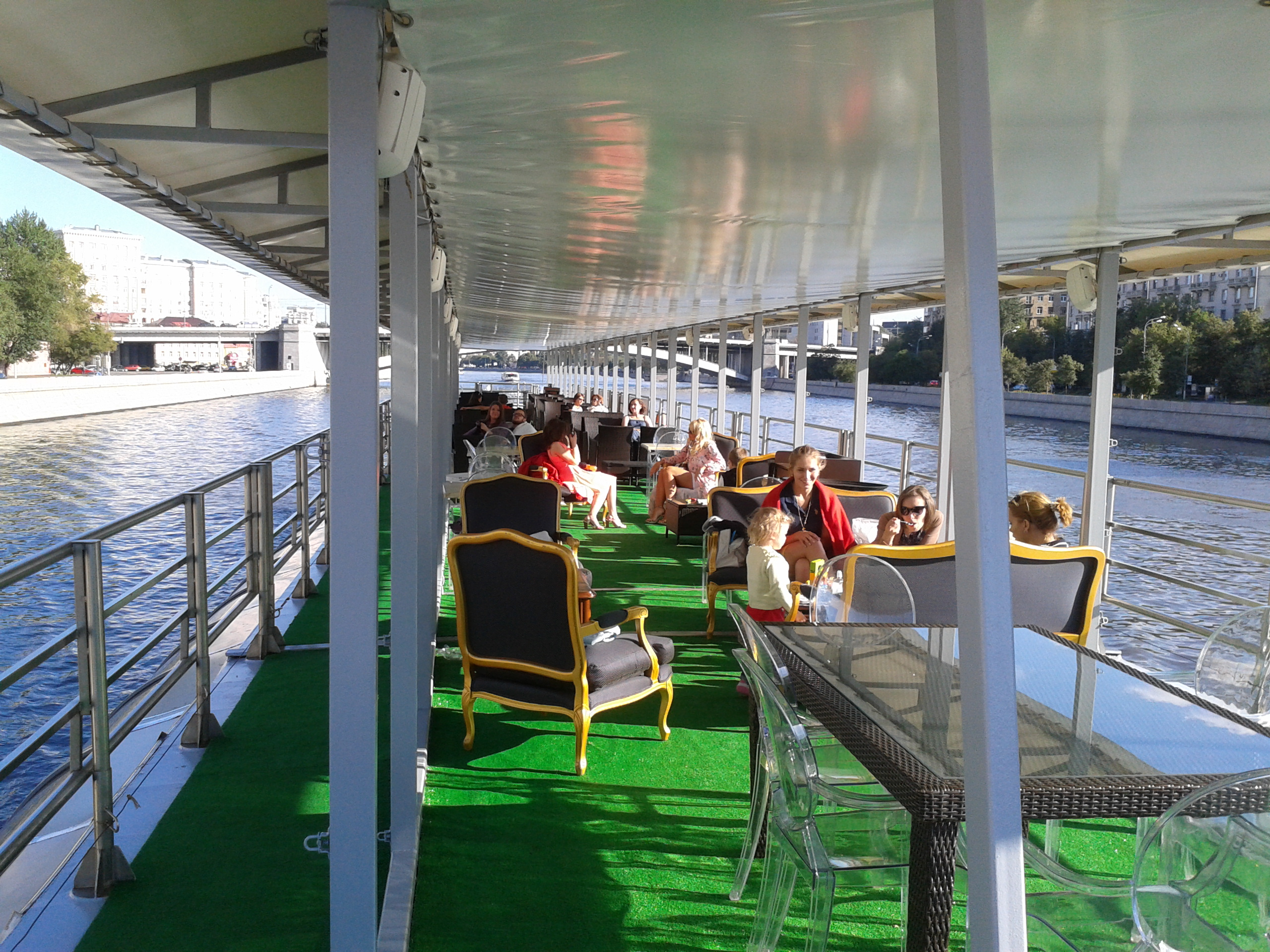
На Москва-реке. 2015 год

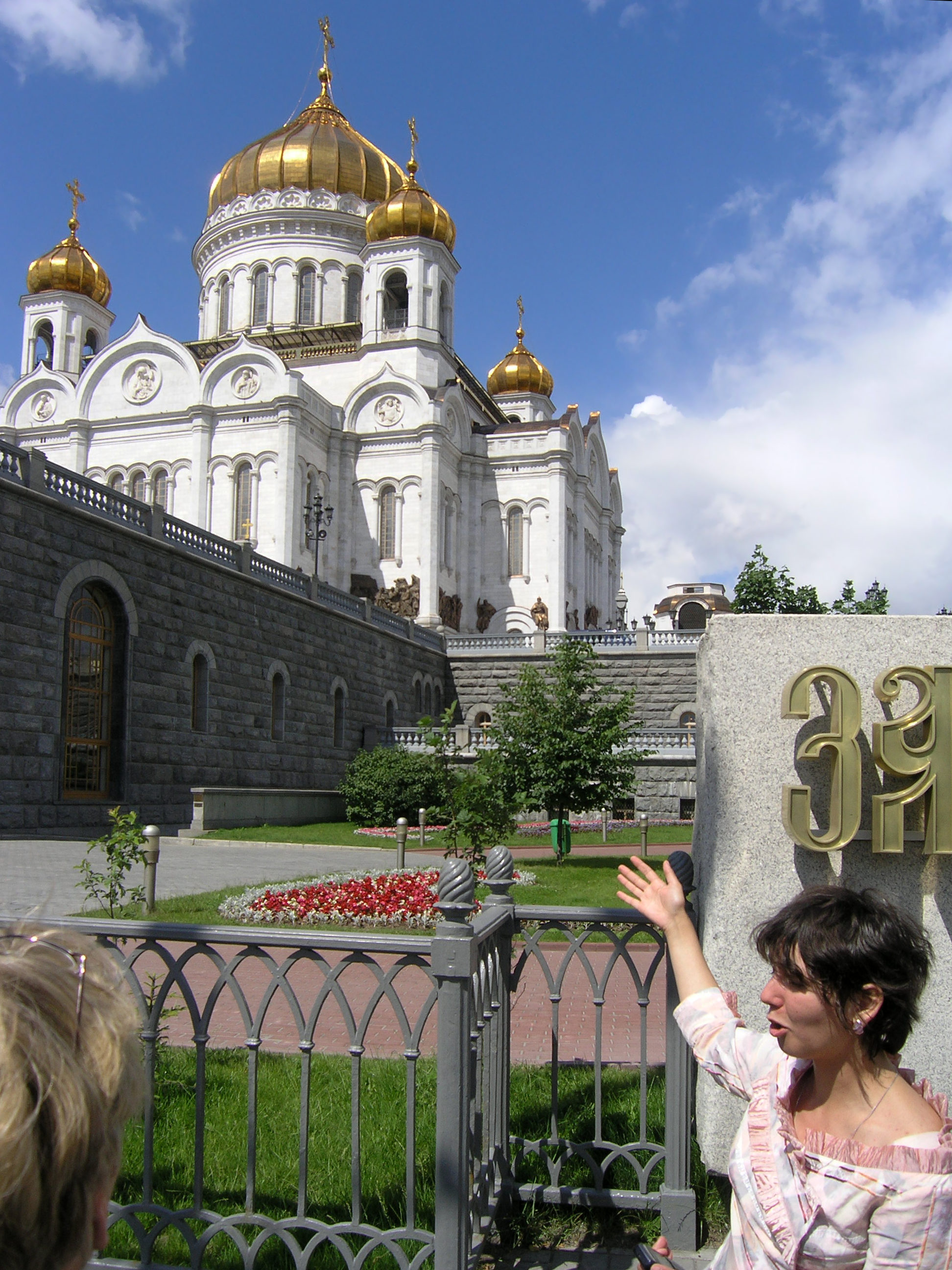
Экскурсовод перед Храмом Христа Спасителя в 2008 г.

## Характеристика
Москва обладает значительным историко-культурным наследием для формирования туристского продукта, для превращения туризма в базовую отрасль городской экономики. 
Город не входит в число посещаемых и популярных у туристов городов Европы, находясь на 46-м месте рейтинга самых посещаемых городов мира.
В 2019 году Москва выиграла премию World Travel Awards в номинации «Лучшее туристское направление. Город». В этом же году город посетили 25 млн туристов. Город также возглавил Национальный туристический рейтинг, став одновременно столицей культурно-познавательного, делового и событийного туризма.
Пандемия коронавируса (с 2020) внесла серьезные коррективы в развитие туристической отрасли; в 2020 году Москва приняла лишь 13,6 млн туристов, что на 46 % меньше, чем в 2019 году, когда столицу России посетило рекордное количество туристов. В 2021 году в Москве побывало 16,9 млн гостей. А в первом полугодии 2022 года столицу посетило 9 млн туристов, что на 7%, аналогичного показателя 2021 года.
При этом, за счет внутреннего туризма московской индустрии удалось пережить этот кризис легче, чем многим другим. Несмотря на спад доходов, в 2021 году туризм принес в бюджетную систему Москвы 98,1 млрд рублей, а в целом в экономику города более 700 млрд рублей.

## Разновидности туризма
Туристический сектор Москвы представлен традиционным экскурсионным сектором и перспективным направлением делового туризма.

### Экскурсионный (культурно-познавательный) туризм
Внутри экскурсионного туризма выделяется получивший развитие ещё в советское время школьно-образовательный туризм. В городе проводятся автобусные экскурсии и экскурсионные прогулки на речных трамвайчиках.
Среди главных достопримечательностей Москвы — ансамбль Московского Кремля и Красной площади. Московский Кремль,  церковь Вознесения в Коломенском  и ансамбль Новодевичьего женского монастыря включены в Список Всемирного наследия ЮНЕСКО.
В городе сосредоточены 450 музеев.

### Деловой туризм
В 2013 году в Москве с деловыми визитами побывало 2 135 626 человек, что составило 38 % от общего потока деловых поездок в стране. Столица концентрирует порядка 60 % рынка делового туризма Российской Федерации.

### Событийный туризм
В городе проходят многочисленные ежегодные фестивали. К самым популярным из них относятся «Спасская башня», «Круг света», «Путешествие в Рождество», «Московская весна», «Московская осень».
В 2018 году на площадках фестивалей «Московские сезоны» побывали 65 миллионов человек, в том числе 12 миллионов приехали в город специально. В том же году Москва получила международную премию World Festival and Event City Award как один из лучших городов для проведения массовых фестивалей и мероприятий, вошла в топ-10 городов с самыми лучшими рождественскими ярмарками по версии The Daily Telegraph.

## Инфраструктура
Довольно хорошо развитая туристическая инфраструктура: до 20 % всех гостиничных номеров страны сосредоточены в столице.
На 2012 год в Москве существовало 369 гостиничных объектов на 47,8 тыс. номеров. Показатель обеспеченности гостиничными номерами в Москве сравнительно невысок — 7,5 мест на 1000 жителей (для сравнения, например, в Берлине — 11,0 на 1000 жителей), однако с 2012 года, в преддверии ЧМ-2018 по футболу, принимаемому в стране, принимаются меры по улучшению ситуации: 12 июля на заседании градостроительно-земельной комиссии города Москвы была утверждена отраслевая схема размещения гостиниц в городе до 2025 года, согласно этой схеме, ёмкость сети гостиниц к 2025 году планируется увеличить до 137,5 тыс. номеров (при этом, в первую очередь предполагается возвести 154 гостиницы на 31 тыс. номеров)..
На начало 2019 года в городе имелось уже 1693 сертифицированных гостиницы на 82 тысячи номеров (229 тыс. мест).
Ресторан «Седьмое небо» на Останкинской телебашне был и в советское время и сейчас популярным туристическим объектом Москвы.

## Динамика турпотока и его составляющие
- 2012 год — … (5,1 миллиона иностранцев)[19]
- 2013 год — 13,6 миллиона человек (8,0 миллиона россиян[20] и 5,6 миллиона иностранцев[19])
- 2014 год — 16,5 миллиона человек (5,7 миллионов иностранных туристов)[21][22]
- 2015 год — 17,1 миллиона человек (12,7 миллиона россиян и 4,4 миллиона иностранных туристов[23])[24]
- 2016 год — 17,5 миллиона человек (13,0 млн. россиян  и 4,5 миллиона иностранных туристов)[25]
- 2017 год — 21,6 миллиона человек (16,8 млн. россиян  и 4,8 миллиона иностранных туристов)[26]
- 2018 год — 23,5 миллиона человек (18 млн. россиян и 5,5 млн. иностранцев)[16]; в этом году туристы потратили на пребывание в Москве 863,9 млрд рублей, из которых 118 миллиардов поступили в городской бюджет[16].
- 2019 год — 25,1 миллиона человек[27]
- 2020 год — 13,6 миллионов человек[7] (см. Социально-экономические последствия пандемии COVID-19)
- 2021 год — 16,9 миллионов человек (15,3 млн россиян)[10][28]

### Международный туризм
С начала 1990-х годов в Москве значительно вырос международный туризм. Причём в последнее десятилетие основной прирост приходится на граждан КНР, которые в 2013 году заняли первое место, сместив граждан Германии. В 2013 году Москву посетило 376,5 тыс. туристов из КНР, что на 40 % больше показателей за 2012 год. В перспективе туристы из густонаселённых азиатских стран (Китая, Вьетнама, Таиланда) займут на туристическом рынке столицы лидирующие позиции, хотя турпоток в Москву растёт даже из тех европейских стран, экономика которых давно находится в состоянии рецессии (Италия, Греция) или стагнации (Франция, Чехия). В 2016 году иностранные гости составили 26% турпотока Москвы. Из стран выхода выделялись Китай, Германия, Турция, Израиль, Франция, Италия, США, Великобритания и Испания. Уже в 2019 году международная туристическая метапоисковая система Momondo включила Москву в список мировых столиц, вызывающих у туристов наибольший интерес: российская столица занимает 31-е место; 19-е — среди самых востребованных городов Европы.